# Louise von Plessen
Louise von Plessen (nacida condesa Louise von Berckentin; Viena, 26 de abril de 1725 - Celle, 14 de septiembre de 1799) fue una dama de compañía danesa y escritora de memorias. Escribió las memorias de su época en la corte danesa: Mémoires de la cour de Danemark.

## Biografía

### Primeros años

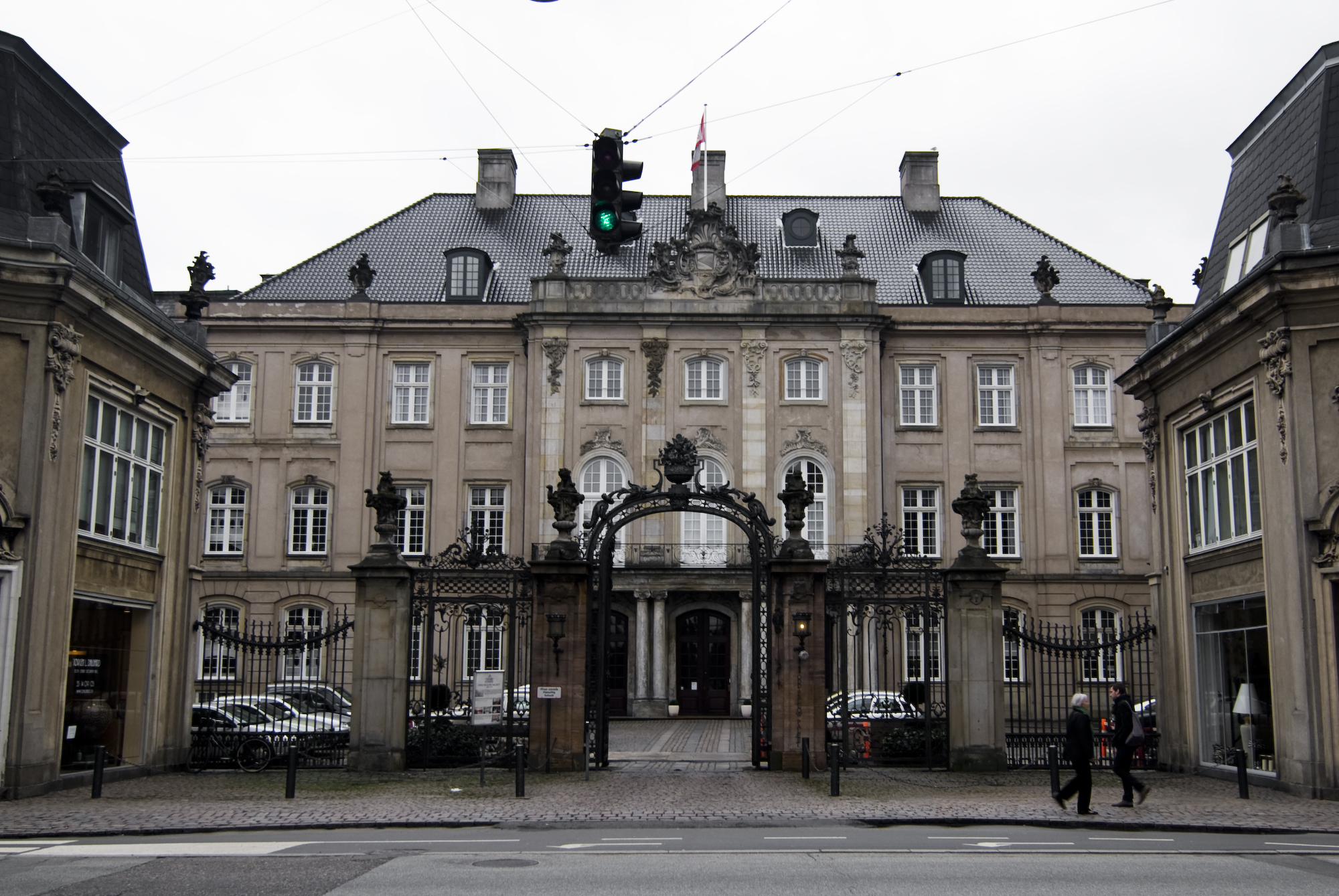
Palacio Berkentinsche en Copenhagen.

Era hija del conde August Christian von Berckentin (a veces "Berkentin"; 1694-1758), el embajador danés en Austria, y su esposa, Susanna Margrethe von Boineburg zu Honstein (1697-1732). Pasó su infancia en Viena y con una tía materna en el convento protestante de Vallø stift.
De 1740 a 1744 fue dama de honor de la reina consorte de Cristián VI de Dinamarca, Sofía Magdalena de Brandeburgo-Kulmbach. En 1744 se casó con el político Mayor Cristián Sigfred Scheel von Plessen (1716, Glorup Manor - 1755).
En las crónicas de Charlotte Dorotea Biehl, amiga personal de una miembro de la corte, Anna Sofie Bülow, Louise von Plessen fue descrita como bastante inteligente, habiéndose educado a través de la lectura, y con gran encanto cuando se sintió motivada a hacerse querer, pero también como altiva y dominante: orgullosa de su aprendizaje, y con la opinión de que su virtud sexual la hacía moralmente superior, se sintió, al parecer con derecho a ser juzgada. Se dice que aprendió de la reina Sofía Magdalena cómo dominar a un cónyuge, y lo hizo durante su propio matrimonio, pero en contraste con el matrimonio real, el suyo fue descrito como infeliz.
Se convirtió en viuda sin hijos en 1755, con una considerable fortuna de su difunto cónyuge, que se amplió con la herencia de su padre tres años más tarde. Como viuda, deseaba vivir una vida pacífica, y se retiró al campo con su amiga la baronesa Amalie Charlotte Schack. En 1761 hizo un intento infructuoso de iniciar una escuela de caridad para niñas pobres en Christianshavn.

### Vida en la corte

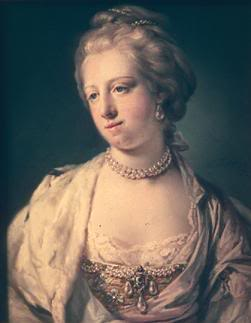
Carolina Matilde de Gran Bretaña, con la que tuvo gran amistad Louise von Plessen.

En agosto de 1766, aceptó con cierta reticencia el nombramiento de dama de honor principal o Jefa de la Corte Maestra de la nueva reina, la princesa Carolina Matilde de Gran Bretaña. Su tarea era, según sus memorias, proporcionar «una cierta dignidad y decencia en la corte», una tarea que le resultaba casi imposible. Cuando las damas de honor de la reina fueron nombradas, se aseguró de que todas fueran danesas, con la excepción de Elisabet von Eyben.
La reina Carolina Matilde se encariñó con ella como una figura materna después de llegar a Dinamarca, y se convirtió en la confidente de la reina. Ya durante el viaje hacia la capital después de su primer encuentro, la reina se encariñó tanto con von Plessen, que supuestamente no sintió necesidad de ningún otro cortesano.
Inicialmente, se informó que había sido el plan de Louise von Plessen de hacer a la reina Carolina Matilde tan influyente en Cristián VII, como la reina Sofía Magdalena lo había sido en Cristián VI. Para ello, ya cuando se dirigía a encontrarse con Cristián, había aconsejado a Carolina Matilde que no le fuera fácil acceder a él, ya que esto haría que el rey le perdiera el respeto y la tratara como a una amante: en cambio, debería mantener su distancia y hacer que el rey la cortejara; un consejo al que la reina se había ajustado. Louise von Plessen ya se había disgustado cuando el rey había viajado en el mismo carruaje con la reina en su camino desde su primer encuentro. Después de la boda real, el rey solía enviar un mensaje a la cámara de la reina para preguntarle si estaba sola y preparada para recibirle; sobre esto, Louise von Plessen aconsejó a la reina que respondiera que el momento no era el adecuado, e incluso en las ocasiones en que el rey venía, la reina jugaba a las cartas con Louise von Plessen hasta que el rey se marchaba de nuevo. Sin embargo, el plan de hacer que el rey cortejara a la reina y se entusiasmara más cuando se le mantenía a distancia no funcionó; en cambio, hizo que el rey fuera cada vez más reacio a visitar a la reina, y se quejó de la distancia de la reina y culpó de ello a Louise von Plessen. Cuando un funcionario la amonestó por entrometerse en los asuntos íntimos de la pareja real, Louise von Plessen se negó a escuchar y se refirió al estilo de vida inmoral del rey.
Se la culpó de aislar a la reina del rey porque no le gustaban los amigos del rey y porque deseaba proteger a Carolina Matilde de lo que ella creía que era un ambiente decadente en el que podría haber estado expuesta al insulto. Al ser descrita como una mojigata y orgullosa de su estricta moral, se resintió del frívolo estilo de vida del rey y de sus favoritos, especialmente de Conrad Holck. Según los agentes del rey, Louise von Plessen informó a la reina de todos sus actos inmorales antes y durante el matrimonio, lo que se cree que hizo que Carolina Matilde lo encontrara repulsivo; también le informó de las indiscreciones sexuales de las damas de la corte, lo que se cree que aisló a la reina socialmente; y también presionó para que se eliminara al favorito del rey, Holck.
Su posición la convirtió en una figura central de los cortesanos opuestos al círculo del rey, en particular Ditlev Reventlow. Su salón privado se convirtió en un lugar de encuentro para ministros del gabinete y cortesanos opuestos a los favoritos del rey, que se reunían allí después de la cena formal real dos veces por semana para quejarse de los favoritos reales. Se sospechaba que este círculo se oponía a la política de Bernstroff y por lo tanto a la política ruso-danesa sobre Holstein-Gottorp, que era un tema importante en ese momento. Louise von Plessen dijo abiertamente al rey que sentía que Dinamarca mostraba demasiada tolerancia hacia Rusia y el enviado ruso. El negociador ruso, C. von Saldern, sintió que el tratado estaba en peligro y presionó para el exilio de Louise von Plessen, en el que fue aprobado por sus otros enemigos en la corte.
En marzo de 1768, Louise von Plessen fue informada repentinamente de que era despedida y exiliada y que debía irse dentro de las seis horas sin decir adiós a la reina, en ese momento durmiendo, que fue informada del exilio después de que ya se había ido. Louise von Plessen intentó ver a la reina de todos modos, pero no tuvo éxito.
Carolina Matilde fue informada por una carta del rey que le había entregado Bernstorff, de que éste había despedido a Louise von Plessen debido a la distancia que ella había creado entre ellos. Según se informa, la reina se tomó muy mal su despido: declaró que hubiera preferido irse con von Plessen, juró vengar su despido a todos los implicados en él y se negó a aceptar a su sucesora Ana Sofie von Berckentin, hasta que le ofrecieron a Margrethe von der Lühe, una sucesora que le pareció más aceptable.

### Exilio
Louise von Plessen fue inicialmente exiliada a su propiedad en Kokkedal, pero luego, por temor a su influencia, se le ordenó abandonar el país, y se estableció en Celle, Alemania, donde poseía una propiedad.
En Celle, vivió una vida lujosa con los ingresos de su fortuna. Escribió las memorias de su época en la corte danesa, que más tarde se publicaron como Mémoires de la cour de Danemark.
Durante los viajes al extranjero de Cristian VII en 1768-1769, visitó Gran Bretaña. Durante su visita, su suegra la princesa Augusta, por iniciativa de Carolina Matilde, le pidió públicamente durante una cena que restituyera a von Plessen en su puesto. Le respondió que había hecho un voto sagrado de no hacerlo nunca, pero que si Carolina Matilde prefería la compañía de von Plessen a la suya, que así fuera. Al final, Louise von Plessen no fue restituida, y Augusta aparentemente pidió a Carolina Matilde que no insistiera en el asunto y que mostrara más afecto a Cristián.

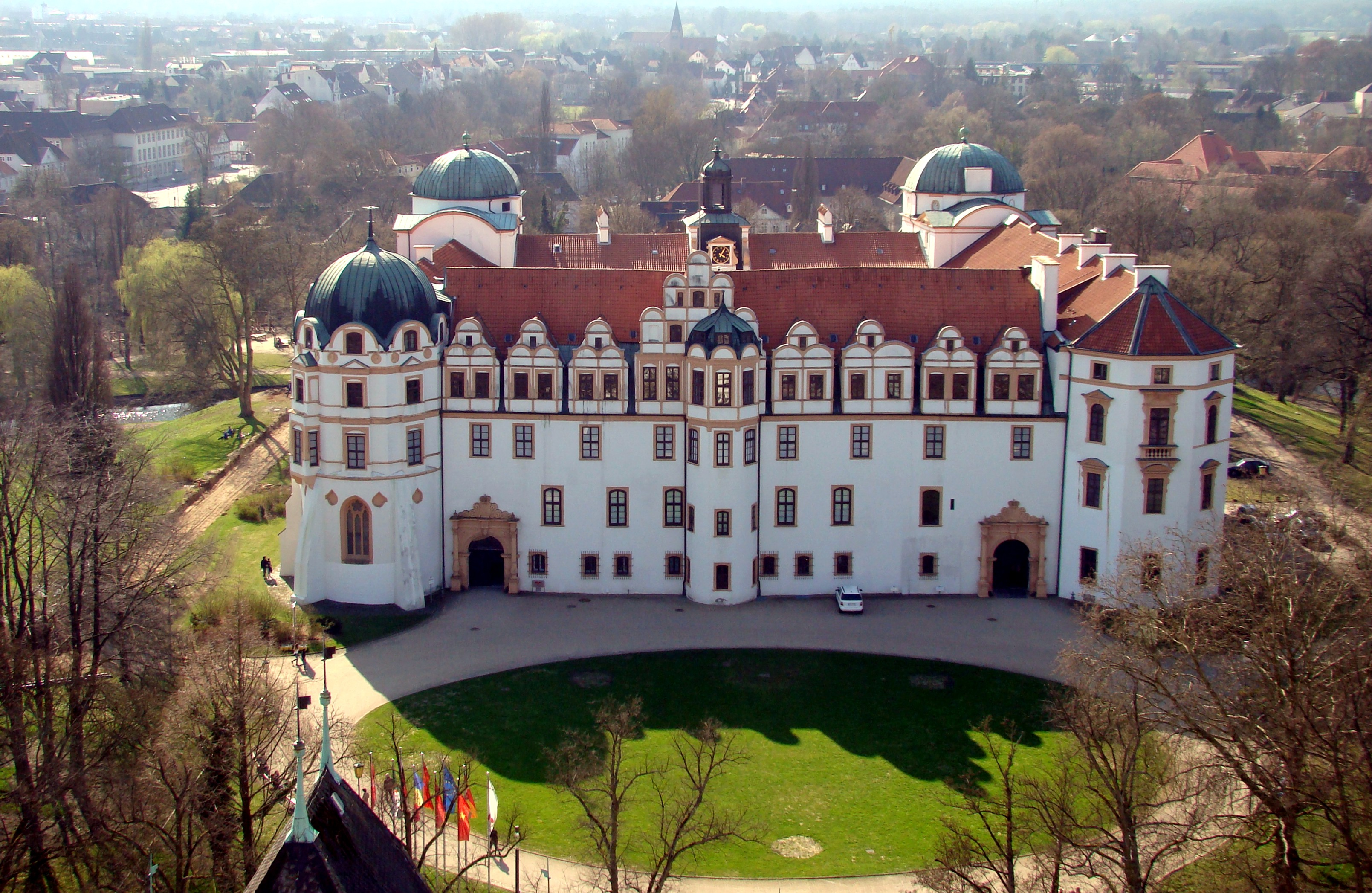
Castillo de Celle

En 1771 la reina Carolina Matilde condecoró a Luisa con su propia Orden de Matilde (Mathildeordenen) en su ausencia. Al año siguiente, cuando la reina se divorció y se exilió al castillo de Celle, Caroline Matilda y Louise von Plessen se reunieron y reanudaron su amistad. Caroline Matilda murió en 1775. Louise von Plessen residió en Celle hasta su muerte. Fue enterrada en la capilla de la familia Berkentin en la catedral de Lübeck.